# Курабье
Курабье́ — восточная сладость в виде песочного печенья.

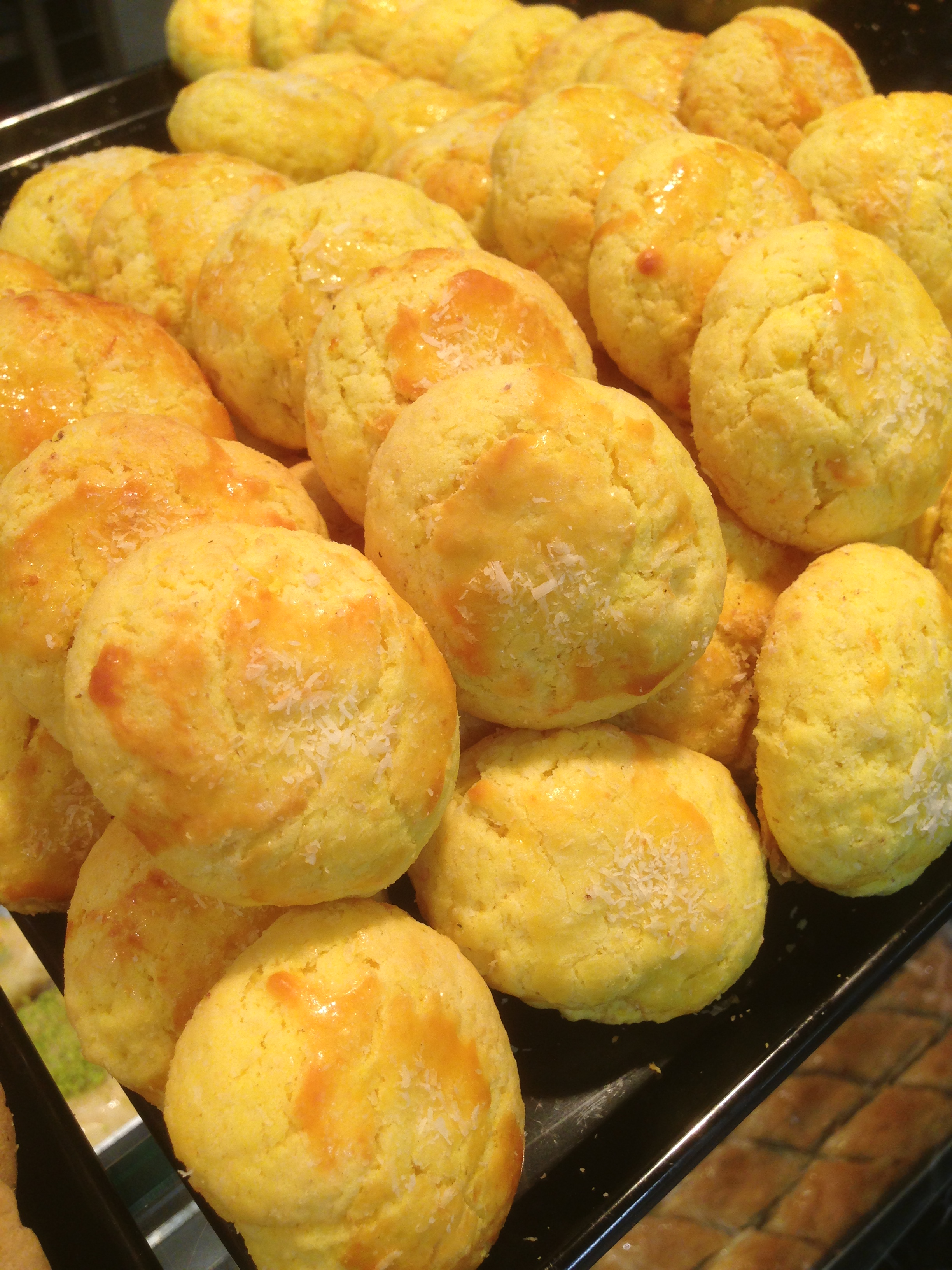
Из песочного теста
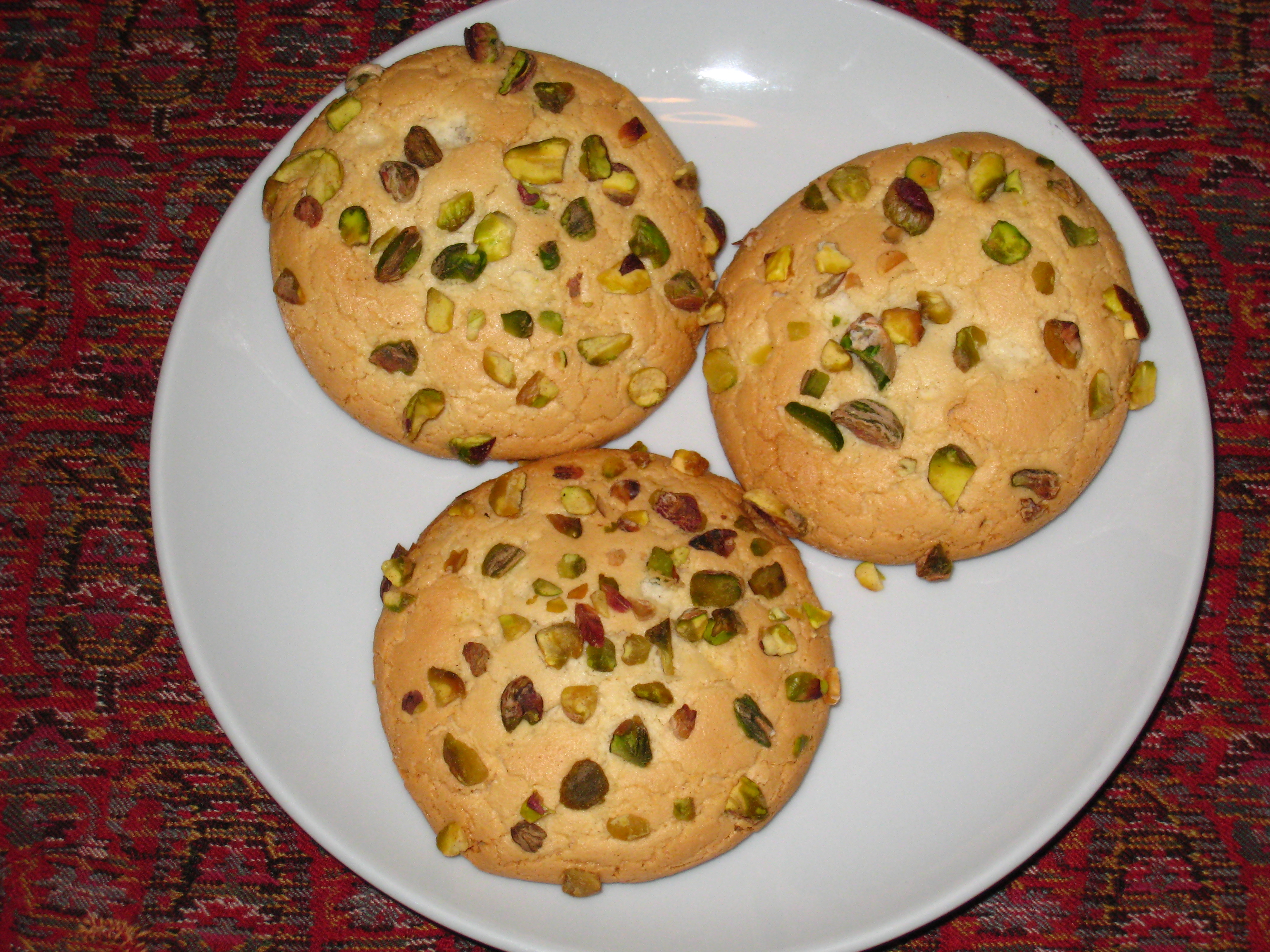
Иранское курабье из Тебриза
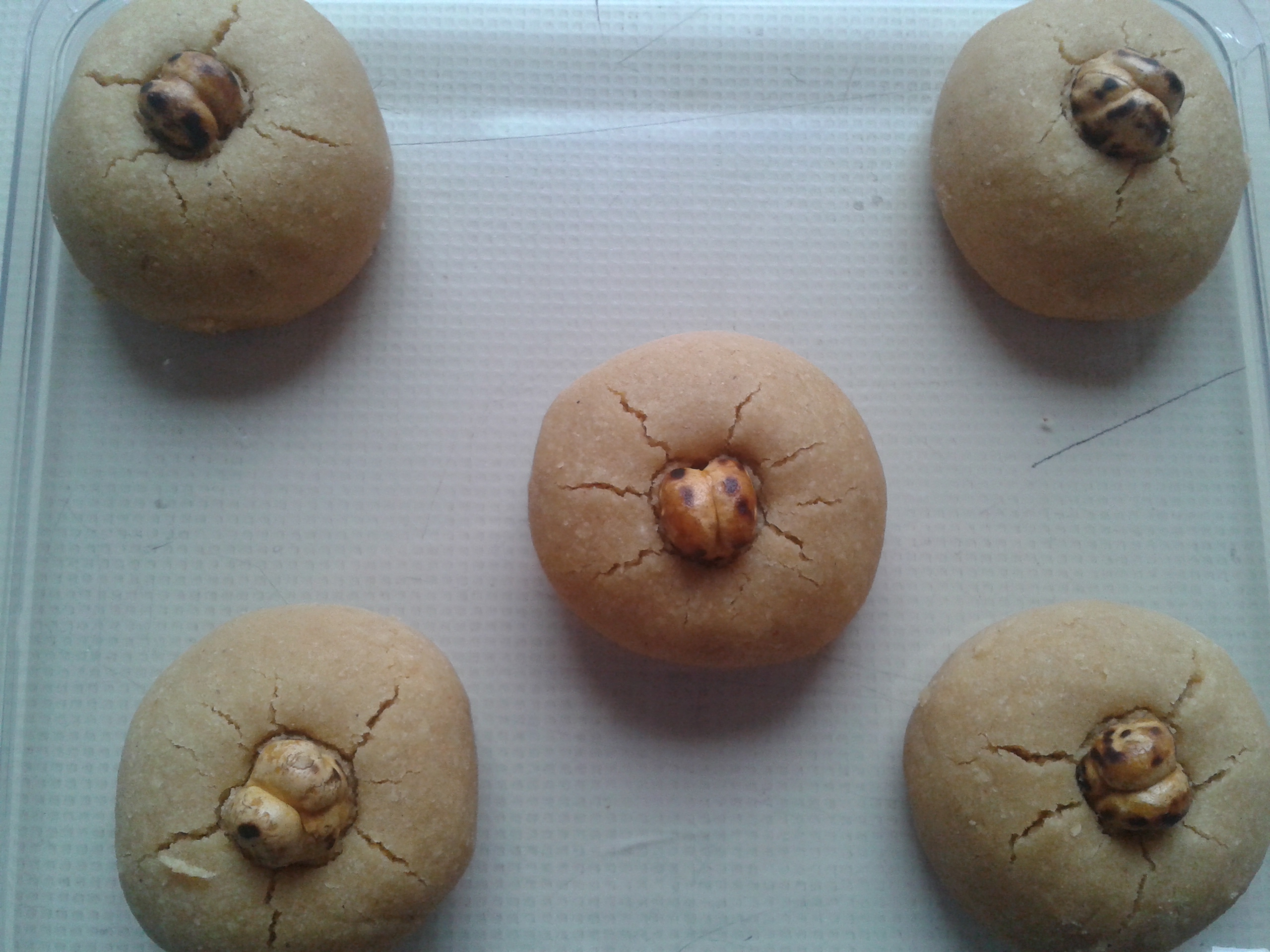
Курабье с леблеби

## Этимология
Словари описывают разные источники возникновения лексемы: и Францию, и Азербайджан.
Лексему «курабье» можно с полным правом отнести как к арабскому, так и к тюркскому миру. Возникла лексема в арабском языке: ġuraybat — сладости, сделанные из муки, сахара и растительного масла и выпеченные в духовке. Истоки слова в прилагательном ġarīb — странный, чужой, экзотический. В турецком языке лексема появилась только в XVI веке, тогда «ğurabiye» означало маленькую вещичку и печенье курабье. Печенье воспринималось как нечто необычное, новое, чужеродное. Арабский корень gh-r-b или г-р-б использовался для обозначения чужеземного, инородного.
В русском языке лексема среднего рода, в то время как в арабском слово содержит показатель женского рода — суффикс 't'.

## Легенда
Находчивый слуга персидского султана придумал сладость по воле случая. Однажды недоброжелатели украли из дома султана продукты, из которых изготавливались традиционные восточные сладости. Тогда он просто использовал муку, которой всегда было в изобилии в доме, яйца, сахар и немного масла. В довершении он «украсил» вкус печенья ноткой шафрана, а внешний вид лёгким слоем сахарной пудры. Так было выпечено первое курабье — простая, но в то же время ставшая невероятно любимой и распространённой, восточная сладость. Курабье всегда выпекалось пряным, будь то шафран, корица, гвоздика или даже простой ванилин. Никто не может с полной вероятностью сказать, какую форму имело то самое первое печенье, по одним источникам курабье — ромашковое настроение — это было печенье в форме ромашек, по другим — небольших размеров выпечка, присыпанная сахарной пудрой.

## Изготовление и традиции

#### Крым
В Крыму его называют «хурабие», от слова «хураб», которое обозначает «сладость». В Крыму «курабье» делается разнообразной формы. Ритуальный праздничный характер хурабие имеет на праздник Ураза-байрам (завершение 30-дневного поста), когда надо обязательно угостить ужином и сладостями кого-то постороннего — гостя в прямом смысле слова. Весь день в доме должен быть запах пищи. Хозяйки посылают детей, чтобы они разнесли чебуреки и хатлама родственникам. В Крыму Ураза-байрам имеет ещё очень важную особенность — надо не просто попробовать такой подарок, но и обязательно похвалить хозяйку дома за вкусное угощение.
Крымское «курабье» имеет множество форм, но в основе оно похоже на песочное печенье с добавлением повидла (или джема) в центре.

#### В древности
Древний вариант курабье имеет форму цветка, и в центре украшается капелькой джема. Однако встречаются и другие формы курабье — в виде шарика, либо в виде косо срезанного ромба, размером приблизительно пяти сантиметров.

#### Греция
Греки, а также жители Кипра считают это печенье своим национальным рождественским лакомством. Они готовят его в виде шариков, которые густо посыпаны сахарной пудрой. Шарики укладываются на блюда и в виде снежных горок выставляются на подоконники. По легенде Афина изобрела это блюдо. Как-то она спустилась на землю и очень проголодалась. Она зашла в виде старухи в дом. Жители дома были людьми добрыми, но бедными. У них была только мука и мёд. Афина придумала это блюдо случайно, но с тех пор его едят греки.

## Разновидности
- Курабье бакинское
- Персидское.
- По-сурски, по-смирнски, южное и многие другие.
- Трабзонское курабье